# Santa Rosa de Ñomala
Santa Rosa de Ñomala es un caserío peruano ubicado en el distrito de Chulucanas, perteneciente a la provincia de Morropón del departamento de Piura, al norte del Perú. 

## Ubicación
Santa Rosa de Ñomala se ubica al noroeste de la provincia de Morropón, en el distrito de Chulucanas, en el departamento de Piura.

## Demografía
En 2017 Santa Rosa de Ñomala tenía una población de 352 habitantes.